# Guichen Bay
Guichen Bay är en vik i Australien. Den ligger i delstaten South Australia, omkring 270 kilometer sydost om delstatshuvudstaden Adelaide.
Trakten runt Guichen Bay består till största delen av jordbruksmark. Trakten runt Guichen Bay är nära nog obefolkad, med mindre än två invånare per kvadratkilometer. Genomsnittlig årsnederbörd är 750 millimeter. Den regnigaste månaden är juli, med i genomsnitt 128 mm nederbörd, och den torraste är februari, med 17 mm nederbörd.